# Emanuel (glasbena skupina)
Emanuel je hrvaška glasbena skupina, ki izvaja duhovno ritmično glasbo.
Emanuel je začel delovati leta 2001 kot župnijska zasedba v domači Župniji Velika Gorica, kjer so v cerkvi blaženega Alojzija Stepinca sodelovali pri svetih mašah in slavljenjih. Prvič so stopili pred širšo javnost leta 2004 na festivalu Uskrsfest, kjer so izvedli pesem Emanuel, in zbudili pozornost ter potlej večkrat gostovali na Hrvaški radioteleviziji. Nalsednje leto so pravtako nastopili na Uskrsfestu, tokrat s skladbo On je moj Bog. Izvedli so tudi pesem Venimus adorare eum - hrvaško različico himne Svetovnega dne mladih 2005 v Kölnu. Nekaj časa so nastopali pod imenom VIS Emanuel (»vokalno-instrumentalni sastav«), nakar so prerasli v band. Od leta 2005 deluje skupina tudi humanitarno. Sodelovali so v akciji za pomoč žrtev hurikana Katrina leta 2006, ko so izdali tudi pesem Lati ružice, pri kateri sta gostovala Massimo in avstralski kitarist Tommy Emmanuel (sicer sodelavec pri Gibonnijevem albumu Unca fibre).
Konec leta 2006 so izdali svoj prvi avtorski album On je moj Bog, pri katerem je poleg že omenjenih Massima in Tommyja Emmanuela sodelovala tudi ameriška pevka Maya Azucena. Izdali so tudi album Venimus adorare eum z božičnimi pesmimi. Leta 2009 so izdali album Najveći dar. Nastopili so na številnih koncertih in gostovanjih na Hrvaškem in v tujini. Ob obisku papeža Benedikta XVI. na Hrvaškem so bili zadolženi za predprogram Prvem narodnem srečanju hrvaških katoliških družin, ko se je 5. junija 2011 na zagrebškem hipodromu zbralo 400.000 ljudi. V Sloveniji so prvič nastopili 1. junija 2014 v Mariboru, kjer so v stolnici pripravili slavilni večer. Z njimi je nastopila tudi znana hrvaška pevka Sanja Doležal (Novi fosili).

## Člani
- Marija Berković - vokal
- Domagoj Pavin - vokal, kitara
- Nina Vodal - vokal
- Barbara Išek - vokal
- Lucia Šroler - vokal
- Katarina Barišić - vokal
- Robert Zetković - vokal
- Zvonimir Kalić - vokal
- Nikola Čubelić - bobni
- Miro Berković - bas kitara
- Dražen Pavin - kitara
- Ivan Draganić - kitara
- Danijel Petrac - klaviature

## Diskografija
- On je moj Bog (2006)
- Venimus adorare eum (2007)
- Najveći dar (2009)
- Ljubav: Live acoustic (2013)
- Svake slave dostojan (2016)
- Sve činim novo (2018)